# The Mandalorian
The Mandalorian (cunoscut și sub numele de Star Wars: The Mandalorian) este un serial web TV american space western care a avut premiera pe Disney+ pe 12 noiembrie 2019. Stabilit în universul Războiul Stelelor, serialul are loc la cinci ani de la evenimentele din Întoarcerea lui Jedi și prezintă un vânător de recompense mandalorian dincolo de raza de acțiune a Noii Republici. 
Jon Favreau are rolul de creator, scenarist principal, showrunner și producător co-executiv, alături de Dave Filoni, Kathleen Kennedy și Colin Wilson. Rolul principal titular este interpretat de Pedro Pascal. 
Primul sezon este format din opt episoade. Serialul a fost reînnoit pentru un al doilea sezon.
Al doilea sezon este programat pentru lansare în octombrie 2020. În aprilie 2020, au început lucrările de pre-producție pentru un posibil sezon al treilea.

## Prezentare
Serialul are loc la cinci ani de la căderea Imperiului Galactic, dar înainte de apariția Primului Ordin. Scenariul se concentrează pe aventurile unui pistolar mandalorian singuratic, vânător de recompense. Acesta este un reprezentant al unei rase  odinioară puternică de războinici nobili, forțați acum să ducă o existență mizerabilă printre scursurile societății aflate la capătul Galaxiei, departe de autoritatea Noii Republici.

## Episoade

### Prezentare generală
| Sezonul | Sezonul | Episoade | Episoade | Premiera TV       | Premiera TV       |
| Sezonul | Sezonul | Episoade | Episoade | Prima lansare     | Ultima lansare    |
| ------- | ------- | -------- | -------- | ----------------- | ----------------- |
|         | 1       | 8        | 8        | 12 noiembrie 2019 | 27 decembrie 2019 |
|         | 2       | 8        | 8        | 30 octombrie 2020 | 18 decembrie 2020 |
|         | 3       | 8        | 8        | 1 martie 2023     | 19 aprilie 2023   |

### Sezonul 1 (2019)
| Nr. | Titlu                        | Regizat de          | Scris de                                                                     | Data lansării     |
| --- | ---------------------------- | ------------------- | ---------------------------------------------------------------------------- | ----------------- |
| 1 | „Chapter 1: The Mandalorian” | Dave Filoni         | Jon Favreau                                                                  | 12 noiembrie 2019 |
| La cinci ani de la căderea Imperiului Galactic, un vânător de recompense Mandalorian ia cea mai recentă recompensă de la Greef Karga, liderul breslei sale. Apoi acceptă o misiune în lumea avanpost Nevarro de la un client enigmatic aparent cu conexiuni imperiale, care îi cere să urmărească și să prindă o țintă nenumită de cincizeci de ani. În timp ce Clientul dorește ca acesta să fie prins viu sau mort, colegul său Dr. Pershing insistă ca acesta să fie adus în viață. Mandalorianului i se acordă o plată în avans, o bară din oțel Beskar, care este sacru pentru poporul său. El duce oțelul Beskar într-o enclavă Mandaloriană ascunsă, unde un armurier îl folosește pentru a-i îmbunătăți armura din jurul umerilor. Ajuns pe planeta cu ultima locație raportată a țintei, Mandalorianul este ajutat de un fermier numit Kuiil. Obosit de haosul pe care vânătorii de recompense îl aduc în zonă, Kuiil îl duce la locația țintei, cerându-i doar ca zona să redevină liniștită. Intrând în tabăra îndepărtată și puternic apărată, Mandalorianul face fără mare tragere de inimă echipă cu un droid de vânătoare, IG-11, pentru a goli tabăra de dușmani și pentru a găsi ținta - un copil din specia lui Yoda (numit Grogu). Când IG-11 încearcă să ucidă pruncul conform ordinelor sale pentru a primi recompensa, Mandalorianul trage și distruge droidul, luând copilul cu el în viață. |                              |                     |                                                                              |                   |
| 2 | „Chapter 2: The Child”       | Rick Famuyiwa       | Jon Favreau                                                                  | 15 noiembrie 2019 |
| 3 | „Chapter 3: The Sin”         | Deborah Chow        | Jon Favreau                                                                  | 22 noiembrie 2019 |
| 4 | „Chapter 4: Sanctuary”       | Bryce Dallas Howard | Jon Favreau                                                                  | 29 noiembrie 2019 |
| 5 | „Chapter 5: The Gunslinger”  | Dave Filoni         | Dave Filoni                                                                  | 6 decembrie 2019  |
| 6 | „Chapter 6: The Prisoner”    | Rick Famuyiwa       | Poveste de: Christopher Yost Scenariu de: Christopher Yost and Rick Famuyiwa | 13 decembrie 2019 |
| 7 | „Chapter 7: The Reckoning”   | Deborah Chow        | Jon Favreau                                                                  | 18 decembrie 2019 |
| 8 | „Chapter 8: Redemption”      | Taika Waititi       | Jon Favreau                                                                  | 27 decembrie 2019 |

### Sezonul 2 (2020)
| Nr. în serial | Nr. în sezon | Titlu                       | Regizat de          | Scris de      | Data lansării     |
| ------------- | ------------ | --------------------------- | ------------------- | ------------- | ----------------- |
| 9             | 1            | „Chapter 9: The Marshal”    | Jon Favreau         | Jon Favreau   | 30 octombrie 2020 |
| 10            | 2            | „Chapter 10: The Passenger” | Peyton Reed         | Jon Favreau   | 6 noiembrie 2020  |
| 11            | 3            | „Chapter 11: The Heiress”   | Bryce Dallas Howard | Jon Favreau   | 13 noiembrie 2020 |
| 12            | 4            | „Chapter 12: The Siege”     | Carl Weathers       | Jon Favreau   | 20 noiembrie 2020 |
| 13            | 5            | „Chapter 13: The Jedi”      | Dave Filoni         | Dave Filoni   | 27 noiembrie 2020 |
| 14            | 6            | „Chapter 14: The Tragedy”   | Robert Rodriguez    | Jon Favreau   | 4 decembrie 2020  |
| 15            | 7            | „Chapter 15: The Believer”  | Rick Famuyiwa       | Rick Famuyiwa | 11 decembrie 2020 |
| 16            | 8            | „Chapter 16: The Rescue”    | Peyton Reed         | Jon Favreau   | 18 decembrie 2020 |

### Sezonul 3 (2023)
| Nr. în serial | Nr. în sezon | Titlu                                | Regizat de          | Scris de                  | Data lansării   |
| ------------- | ------------ | ------------------------------------ | ------------------- | ------------------------- | --------------- |
| 17            | 1            | „Chapter 17: The Apostate”           | Rick Famuyiwa       | Jon Favreau               | 1 martie 2023   |
| 18            | 2            | „Chapter 18: The Mines of Mandalore” | Rachel Morrison     | Jon Favreau               | 8 martie 2023   |
| 19            | 3            | „Chapter 19: The convert”            | Lee Isaac Chung     | Jon Favreau & Noah Kloor  | 15 martie 2023  |
| 20            | 4            | „Chapter 20: The Foundling”          | Carl Weathers       | Jon Favreau & Dave Filoni | 22 martie 2023  |
| 21            | 5            | „Chapter 21: The Pirate”             | Peter Ramsey        | Jon Favreau               | 29 martie 2023  |
| 22            | 6            | „Chapter 22: The Guns for Hire”      | Bryce Dallas Howard | Jon Favreau               | 5 aprilie 2023  |
| 23            | 7            | „Chapter 23: The Spies”              | Rick Famuyiwa       | Jon Favreau & Dave Filoni | 12 aprilie 2023 |
| 24            | 8            | „Chapter 24: The Return”             | Rick Famuyiwa       | Jon Favreau               | 19 aprilie 2023 |

## Adaptare potențială ca film
La 13 noiembrie 2019, șeful de la Walt Disney Studios, Alan Horn, a spus că, în cazul în care The Mandalorian se va dovedi un succes, un film bazat pe serial ar putea fi produs.

## Coloana sonoră
Muzica serialului The Mandalorian este compusă de Ludwig Göransson. Fiecare episod (capitol) are propriul său album-coloană sonoră, care a fost lansat în aceeași zi cu premiera episodului. Pentru coloana sonoră, Göransson a cântat el însuși la numeroase instrumente și a format o orchestră cu 70 de instrumente. A scris patru ore de muzică pentru cele opt episoade.
| Chapter 1       |                         |         |  |
| Nr.             | Titlu                   | Lungime |  |
| 1.              | „Hey Mando!”            | 2:13    |  |
| 2.              | „Face to Face”          | 5:13    |  |
| 3.              | „Back for Beskar”       | 2:25    |  |
| 4.              | „HammerTime”            | 2:17    |  |
| 5.              | „Blurg Attack”          | 1:25    |  |
| 6.              | „You Are a Mandalorian” | 3:55    |  |
| 7.              | „Bounty Droid”          | 3:02    |  |
| 8.              | „The Asset”             | 1:35    |  |
| 9.              | „The Mandalorian”       | 3:18    |  |
| Lungime totală: | Lungime totală:         | 25:23   |  |

| Chapter 2: The Child |                    |         |  |
| Nr.                  | Titlu              | Lungime |  |
| 1.                   | „Walking on Mud”   | 1:38    |  |
| 2.                   | „Jawas Attack”     | 3:46    |  |
| 3.                   | „Trashed Crest”    | 2:18    |  |
| 4.                   | „To the Jawas”     | 1:35    |  |
| 5.                   | „The Egg”          | 2:54    |  |
| 6.                   | „The Mudhorn”      | 3:00    |  |
| 7.                   | „Celebration”      | 3:31    |  |
| 8.                   | „The Next Journey” | 2:35    |  |
| Lungime totală:      | Lungime totală:    | 21:17   |  |

| Chapter 3: The Sin |                       |         |  |
| Nr.                | Titlu                 | Lungime |  |
| 1.                 | „A New Day”           | 5:30    |  |
| 2.                 | „Mandalore Way”       | 3:21    |  |
| 3.                 | „Signet Forging”      | 2:02    |  |
| 4.                 | „Second Thoughts”     | 4:19    |  |
| 5.                 | „Whistling Bird”      | 2:22    |  |
| 6.                 | „Mando Rescue”        | 2:14    |  |
| 7.                 | „I Need One of Those” | 1:34    |  |
| Lungime totală:    | Lungime totală:       | 21:22   |  |

| Chapter 4: Sanctuary |                       |         |  |
| Nr.                  | Titlu                 | Lungime |  |
| 1.                   | „The Ponds of Sorgan” | 3:09    |  |
| 2.                   | „Off the Grid”        | 1:47    |  |
| 3.                   | „Can I Feed Him?”     | 3:34    |  |
| 4.                   | „Training the Plebs”  | 3:10    |  |
| 5.                   | „Camp Attack”         | 2:22    |  |
| 6.                   | „Spirit of the Woods” | 5:10    |  |
| 7.                   | „Stay”                | 2:21    |  |
| 8.                   | „Mando Says Goodbye”  | 1:20    |  |
| Lungime totală:      | Lungime totală:       | 22:53   |  |

| Chapter 5: The Gunslinger |                     |         |  |
| Nr.                       | Titlu               | Lungime |  |
| 1.                        | „Warm or Cold”      | 1:39    |  |
| 2.                        | „Bright Eyes”       | 1:40    |  |
| 3.                        | „Stuck with Me Now” | 2:26    |  |
| 4.                        | „Speederbikes”      | 1:21    |  |
| 5.                        | „Raiders”           | 1:20    |  |
| 6.                        | „Night Riders”      | 3:29    |  |
| 7.                        | „The Hangar”        | 6:06    |  |
| 8.                        | „Farewell”          | 2:09    |  |
| Lungime totală:           | Lungime totală:     | 20:10   |  |

| Chapter 6: The Prisoner |                                   |         |  |
| Nr.                     | Titlu                             | Lungime |  |
| 1.                      | „Welcome Back”                    | 3:49    |  |
| 2.                      | „The Gang”                        | 2:06    |  |
| 3.                      | „Greatest Warriors in the Galaxy” | 1:29    |  |
| 4.                      | „Let's Just Do It”                | 1:22    |  |
| 5.                      | „Hyperspace”                      | 2:50    |  |
| 6.                      | „Little Mousey”                   | 2:54    |  |
| 7.                      | „Tracking Beacon”                 | 2:58    |  |
| 8.                      | „My Saviour”                      | 1:07    |  |
| 9.                      | „Mando on the Move”               | 1:13    |  |
| 10.                     | „Nice Family”                     | 2:25    |  |
| 11.                     | „Mando's Back”                    | 7:15    |  |
| Lungime totală:         | Lungime totală:                   | 29:28   |  |